# Брайза, Мэтью
Мэ́тью Бра́йза (англ. Matthew Bryza) — кадровый сотрудник дипломатического корпуса США, посол США в Азербайджанской Республике (февраль 2011 — январь 2012 гг.).

## Биография
Брайза окончил Стэнфордский университет со степенью бакалавра гуманитарных наук по направлению международные отношения. Также он получил степень магистра в области права и дипломатии в Университете Тафтса в 1988 году.

## Политическая карьера
В августе 1988 года Брайза поступил на работу в Государственный департамент.
Согласно официальной биографии, в 1989—1991 годах работал в Польше — вначале в генеральном консульстве (Познань), а затем в посольстве США, где занимался движением Солидарность, вопросами реформирования органов госбезопасности и региональной политики. В 1991—1995 гг. занимался европейскими и российскими вопросами в Государственном департаменте США. В 1995—1997 гг. работал в Москве — вначале в должности специального помощника посла Томаса Пикеринга, а затем в качестве сотрудника Политического отдела посольства, где занимался вопросами, связанными с деятельностью Государственной думы, КПРФ и ситуацией в Дагестане. В августе 1997 года Брайза был отозван из Москвы в связи с обвинениями в совершении дорожно-транспортного происшествия.
В 1997—1998 гг. был специальным советником посла Ричарда Морнингстара, занимался координацией американских программ содействия проведению экономических реформ в постсоветских государствах Закавказья и Центральной Азии. С июля 1998 года — заместитель специального советника президента и госсекретаря США по вопросам энергетической дипломатии в  Каспийском регионе, занимался координацией создания новых нефте- и газопроводов в обход России.
С апреля 2001 года в Совете национальной безопасности США отвечал за координацию политики в отношении Турции, Греции, Кипра, Закавказья, Центральной Азии и Каспийского региона. С июня 2005 года — заместитель помощника госсекретаря США по европейским и евразийским делам. Занимался вопросами мирного урегулирования конфликтов в Нагорном Карабахе, Абхазии и Южной Осетии.
С февраля 2011 по январь 2012 гг. — посол США в Азербайджане. В январе 2012 года оставил дипломатическую службу после того, как Сенат отказался подтвердить его назначение на этот пост.
В 2012–2015 гг. был директором Центра оборонных исследований Эстонии (Таллин).

## Личная жизнь
Его первый брак закончился разводом. 23 августа 2007 года он женился на Зейно Баран, от которой имеет дочь.  Он живёт со своей семьей в Стамбуле, Турция.
Брайза свободно говорит на польском и русском языках, а также говорит на немецком и испанском языках и на разговорном азербайджанском языке.

## Награды
- Орден Креста земли Марии IV класса (3 февраля 2010 года, Эстония)[4]
- Орден Золотого руна (2009 год, Грузия)[5]
- Юбилейная медаль «Контракт века – 15» (2011 год, Азербайджан)[6]